# Odontodynerus tropicalis
Odontodynerus tropicalis är en stekelart som först beskrevs av Henri Saussure.  Odontodynerus tropicalis ingår i släktet Odontodynerus och familjen Eumenidae. Inga underarter finns listade i Catalogue of Life.